# Wasser-Führanlage für Pferde

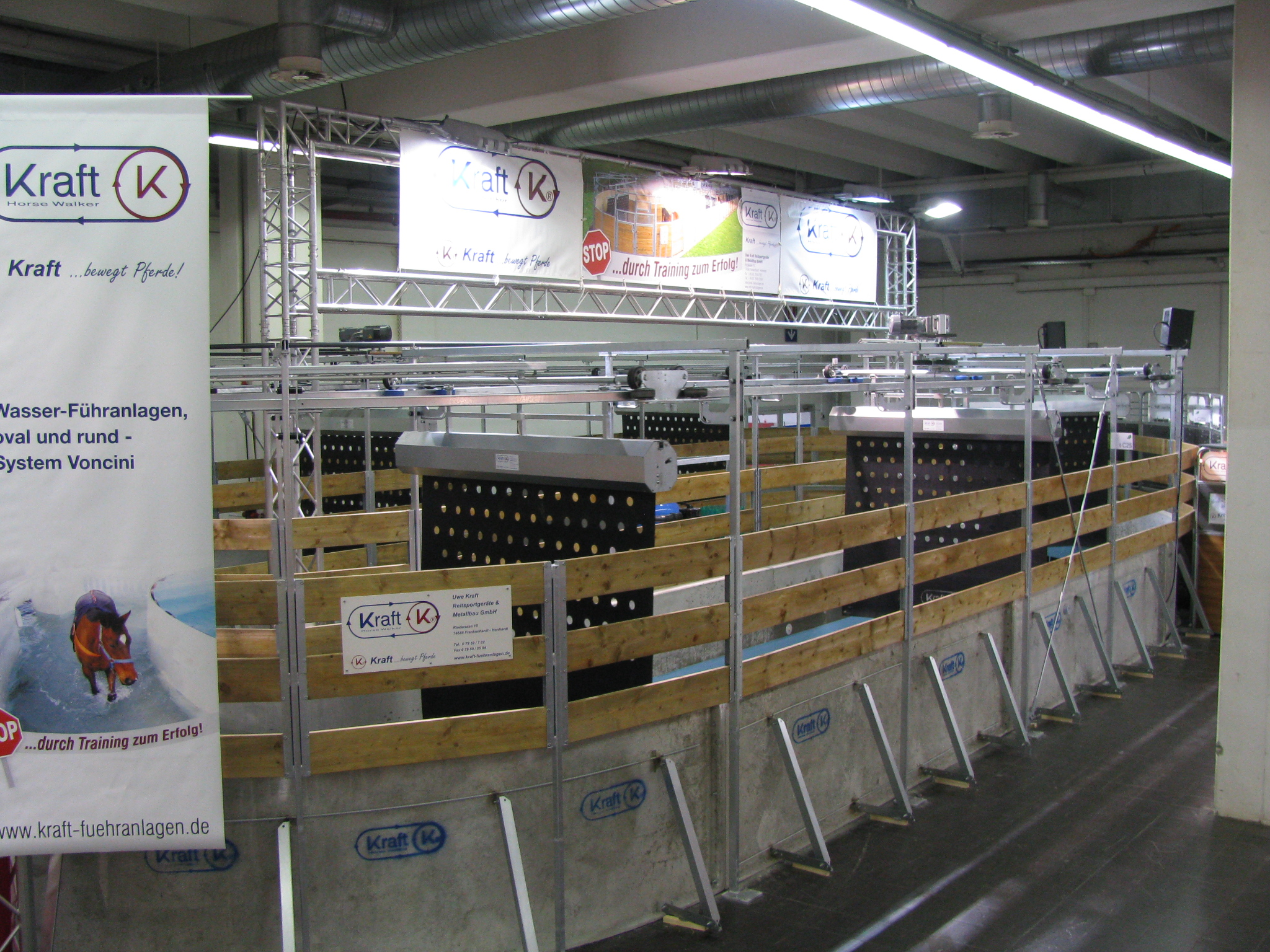
Wasser-Führanlage für Pferde

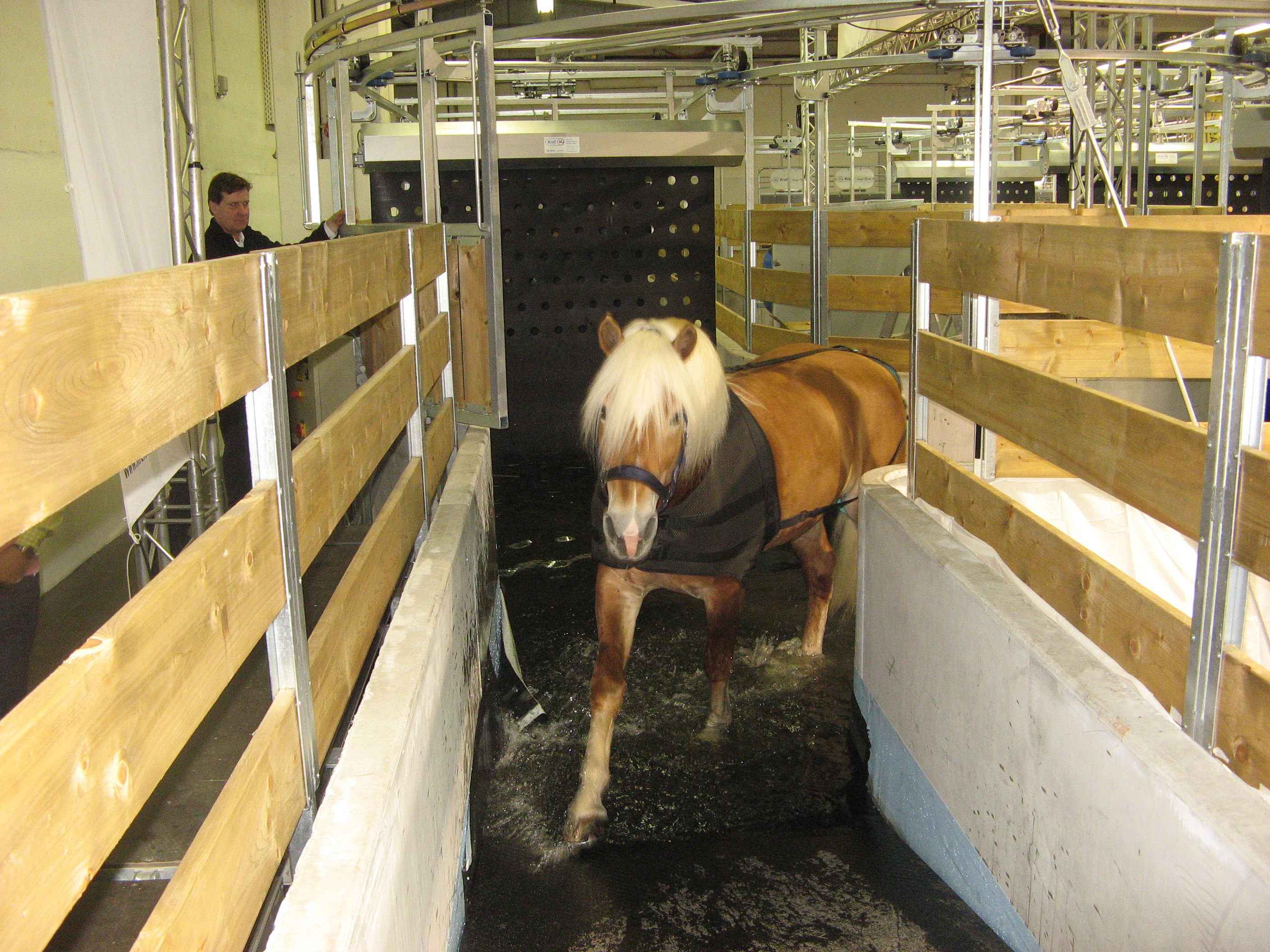
Pferd in Wasser-Führanlage

Eine Wasser-Führanlage ist eine Therapie- und Trainingsanlage für Pferde.

## Aufbau
Eine Eingangsrampe führt die Pferde in ein Wasserbecken. Das Wasserbecken bildet die Lauffläche. Das Becken ist aus wasserdichten Beton-Elementen und kann unterschiedlich hoch geflutet werden. Die Pferde laufen frei zwischen den Trennelementen der Führanlage. Mehrere Pferde können gleichzeitig in der Anlage laufen. Optional sind auch Massagedüsen oder eine Gegenstromanlage integriert. Die Anlage kann mit temperiertem Wasser oder Salzwasser betrieben werden. Filteranlagen sorgen für sauberes Wasser.
Es gibt runde und ovale Becken. Vier bis sechs Pferde können auf einmal bewegt werden. Ovale Becken werden mit spezieller Gleitschienen-Technik ausgestattet. Der Innenraum bleibt frei und kann für die Filtrationsanlage oder als Lagerraum genutzt werden. Die Pferde laufen in ovalen Anlagen eine längere Strecke gerade aus. Eine einseitige Belastung wird so vermieden. Die Steuerung erlaubt einen Richtungswechsel, der programmiert oder manuell gesteuert werden kann.
Da eine Wasserführanlage eine Kombination aus klassischer Führanlage und Schwimmbad darstellt, arbeiten beim Bau einer Wasserführanlage mehrere spezialisierte Unternehmen zusammen. Sicherheitsrelevante Gesichtspunkte und hygienische Voraussetzungen müssen berücksichtigt werden.

## Wirkprinzip
Wie in der Humanmedizin das Kneippen, ist das Wassertreten bei Pferden eine wirksame Methode zur Behandlung von Krankheiten und Verletzungen sowie zur Beschleunigung der Heilung und damit einer Rückgewinnung der Fitness. Die Pferde treten gegen das Wasser und haben permanent Bodenkontakt. Durch den Wasserwiderstand werden die Muskeln gelenkschonend trainiert. Ist das Wasser bis an den Bauch geflutet wird gleichzeitig der ganze Stützapparat entlastet. Muskelaufbau und Kondition werden gleichermaßen gefördert. Ein Wegdrücken des Rückens und damit eine Überdehnung, wie bei der Anwendung im Pool, geschieht hier nicht.
Wasserführanlagen kommen in Therapie und Training zum Einsatz. Der Einsatz sollte in Absprache mit einem Tierarzt geschehen. Je nach Verletzung oder Therapieansatz unterscheidet sich die Wasserhöhe von 40 bis 120 cm und die Dauer der Anwendung. Ebenso sollte die Trainingseinheit in der Wasserführanlage in einen Gesamttraingsplan integriert werden. Eine fördernde Therapie und optimales Training folgen daraus.